# Nancy Fern Olivieri
Pour les articles homonymes, voir Fern et Olivieri.
Nancy Fern Olivieri est une hématologue et une chercheuse canadienne dont les principales recherches portent sur le traitement des hémoglobinopathies. En 2009, elle est surtout connue pour un conflit, qui a commencé en 1996, avec le Hospital for Sick Children, situé à Toronto, et Apotex (en), une société pharmaceutique canadienne, à propos du médicament thalassémique défériprone.

## Biographie
Médecin, elle détient une baccalauréat en sciences.
Elle est fellow du Collège royal des médecins et chirurgiens du Canada.
« En testant un médicament à l'hôpital pour enfants malades, elle s'est aperçue qu'il représentait un danger pour ses jeunes patients. » Apotex, l'un des bailleurs de fonds, l'a congédiée. Lorsqu'Olivieri a publié les résultats de ses observations, elle a été poursuivie par Apotex. L'hôpital et l'université de Toronto ont refusé de se porter à sa défense.
Depuis cet épisode, Olivieri s'est faite la championne d'une plus grande liberté académique et demande un moins grand droit de regard sur les résultats de recherche de la part des sociétés pharmaceutiques.
En 2009, elle est chercheuse et clinicienne à l'université de Toronto.